# Archivio di Stato di Biella
L'Archivio di Stato di Biella è l'ufficio periferico del Ministero dei beni e delle attività culturali e del turismo che per legge conserva la documentazione storica prodotta dagli enti pubblici della provincia di Biella e per deposito volontario, custodia temporanea, donazione o acquisto ogni altro archivio o raccolta documentaria di importanza storica.

## Storia
L'Archivio di Stato di Biella fu istituito il 29 aprile 1967 inizialmente come Sezione dell'Archivio di Stato di Vercelli. A seguito della creazione della Provincia di Biella nel 1992, nel 1997  l'Archivio di Stato di Biella divenne indipendente da quello di Vercelli.
La sede fu inizialmente presso il Palazzo Dal Pozzo della Cisterna nell'antico quartiere di Piazzo. Nel 1998 la sede fu trasferita nel lato nord del chiostro del Complesso rinascimentale di San Sebastiano.  Un deposito secondario fu aperto in via Triverio 12, sempre a Biella. 
Oltre ai fondi degli Uffici dello Stato usualmente conservati negli Archivi di Stato, quello di Biella conserva anche l'Archivio storico della città di Biella e quelli di numerosi comuni della provincia. Conserva inoltre i fondi di numerose famiglie della città, tra cui quelli delle famiglie Dal Pozzo della Cisterna e Ferrero della Marmora.